# Helionidia dworakowskae
Helionidia dworakowskae är en insektsart som beskrevs av Webb 1980. Helionidia dworakowskae ingår i släktet Helionidia och familjen dvärgstritar. Inga underarter finns listade i Catalogue of Life.